# Natalja Zdebskaja

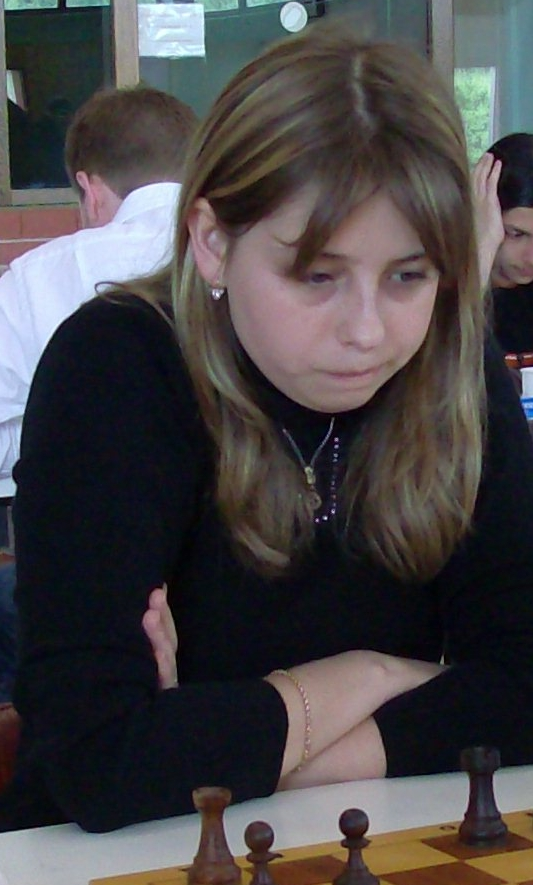
Natalja Zdebskaja

Natalja Leonidivna Zdebskaja (Oekraïens: Наталя Леонідівна Здебська) (Horlivka, 16 augustus 1986) is een Oekraïense schaakster. Ze is een grootmeester bij de dames.
In mei 2005 speelde ze mee in het toernooi om het kampioenschap van Oekraïne en eindigde met 7 punten uit negen ronden op de tweede plaats.
Sinds 2009 is ze getrouwd met GM Yuri Drozdovskij.